# Sinagoga din Rașcov
Sinagoga din Rașcov a fost un lăcaș de cult evreiesc din satul Rașcov, Stînga Nistrului.
Sinagoga a fost construită în anul 1749, și se afla lângă biserica Sf. Caietan, unde Timuș Hmelnițki, fiul lui Bogdan Hmelnițki, s-a căsătorit cu Ruxandra, fiica lui Vasile Lupu. A fost considerată de mulți ca fiind cea mai frumoasă sinagogă din zonele de frontieră estice ale Poloniei. Astăzi mai există doar ruinele.